# 2846 Ylppö
2846 Ylppö eller 1942 CJ är en asteroid i huvudbältet som upptäcktes den 12 februari 1942 av den finska astronomen Liisi Oterma vid Storheikkilä observatorium. Den har fått sitt namn efter finske läkaren Arvo Ylppö.
Asteroiden har en diameter på ungefär 27 kilometer.